# Buenaventura Ubach
Buenaventura Ubach Medir (Barcelona, 2 de abril de 1879 - Montserrat, 19 de febrero de 1960) fue un religioso español. Fue monje benedictino en la Abadía de Montserrat y destacó como orientalista y estudioso de la Biblia. Viajero y conocedor del territorio y las lenguas del Oriente bíblico, compiló una numerosa colección de material arqueológico que se expone en Museo de Montserrat, en cuya creación contribuyó decisivamente. El 1929 emprendió el proyecto de la Biblia de Montserrat, traducción al idioma catalán de la Biblia.
Su estancia en el Cercano Oriente es novelada en El arqueólogo, de Martí Gironell (2012).

## Biografía
Después de entrar como monje en el monasterio de Montserrat, en 1894, fue ordenado sacerdote en 1902. Viajó a Jerusalén el 1906 y estudió en la Escuela Bíblica, donde conoció al padre Marie-Joseph Lagrange. El 1907 fue nombrado profesor en el Seminario Siríaco de Jerusalén, y cuando retornó a Montserrat el 1910 puso las bases de las colecciones museísticas orientales del monasterio. Fue profesor de idioma sirio y hebreo en el Instituto Pontificio Anselmiano de Roma entre 1913 y 1922. Vivió en oriente, donde colaboró con la Iglesia Católica Siríaca en las tareas de edición de textos litúrgicos, en colaboración con el entonces patriarca Efrén Rahmani. Desde Jerusalén, participó a partir de 1924 en un proyecto impulsado por el líder regionalista Francesc Cambó y por la Fundación San Dámaso para la producción de una Biblia en lengua catalana. Desavenencias posteriores le hicieron abandonar el proyecto y dirigir su propio trabajo de la Biblia de Montserrat. Alrededor del 1928 adquirió 200 papiros de Egipto, en la que se ha considerado la primera colección privada de este tipo de manuscritos en España. Volvió a Montserrat en 1951, donde celebró regularmente la liturgia siguiendo el rito siríaco.

## Obras
- El Sinaí: viatge per l'Aràbia Pètria cercant les petjades d'Israel (1913; segunda edición 1955; tercera edición 2011[9])
- Legisne toram? (1919)
- La Bíblia. Versió dels textos originals i notes pels monjos de Montserrat[10]
  - El Gènesi (1926)
  - L'Èxode (1927)
  - Levític (1927)
  - Els Nombres (1928)
  - El Deuteronomi (1928)
  - El Psalteri(1932)
  - I i II de Samuel (1952)
  - Litúrgia siríaca de Sant Jaume (1952)
  - Dietari d’un viatge per les regions de l’Iraq (1922-1923) (2009)[11]